# بورفيريو باربا-جاكوب

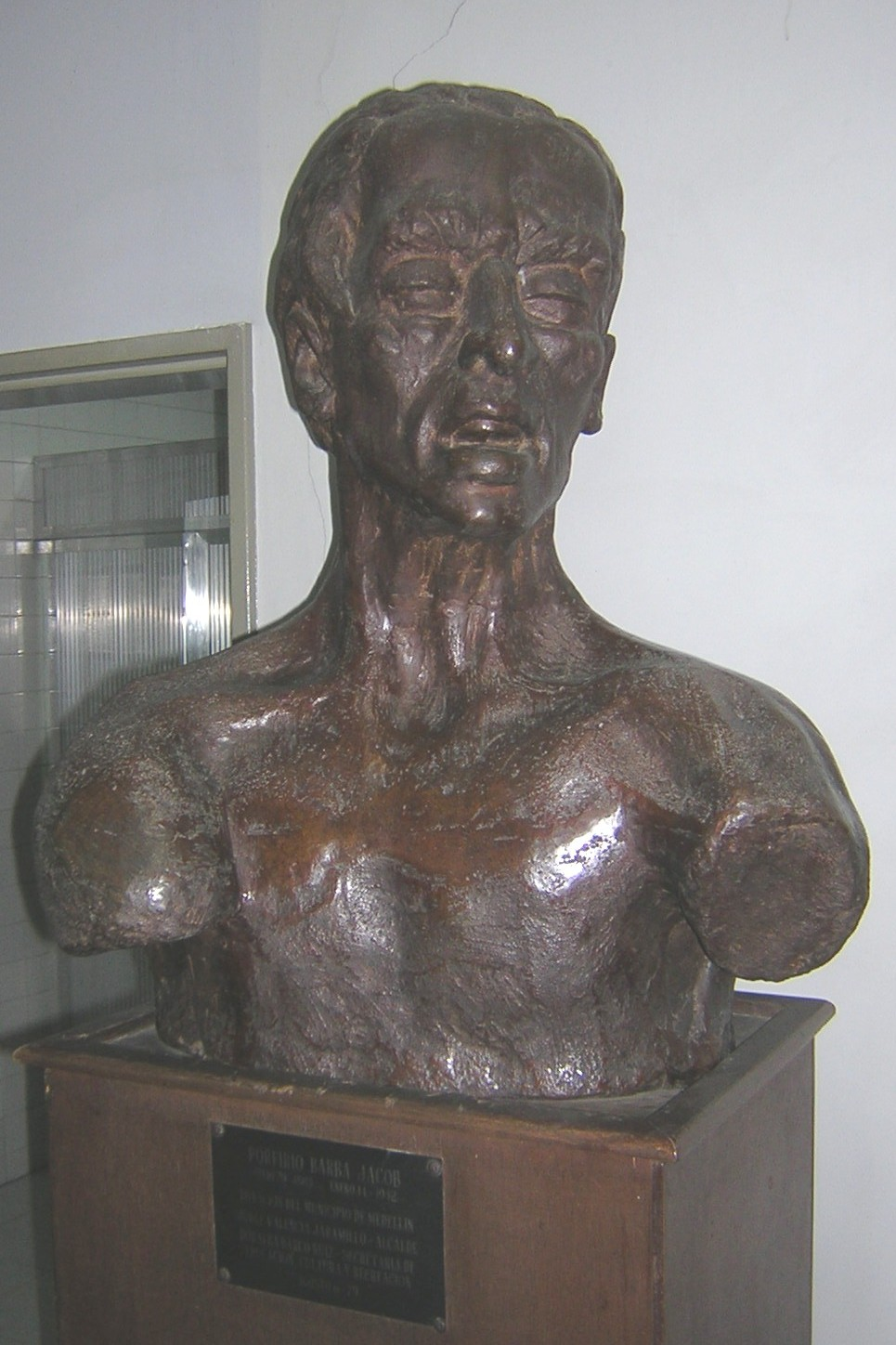
تمثال نصفي لبورفيريو باربا جاكوب في المكتبة العامة التجريبية في ميدلين,كولومبيا

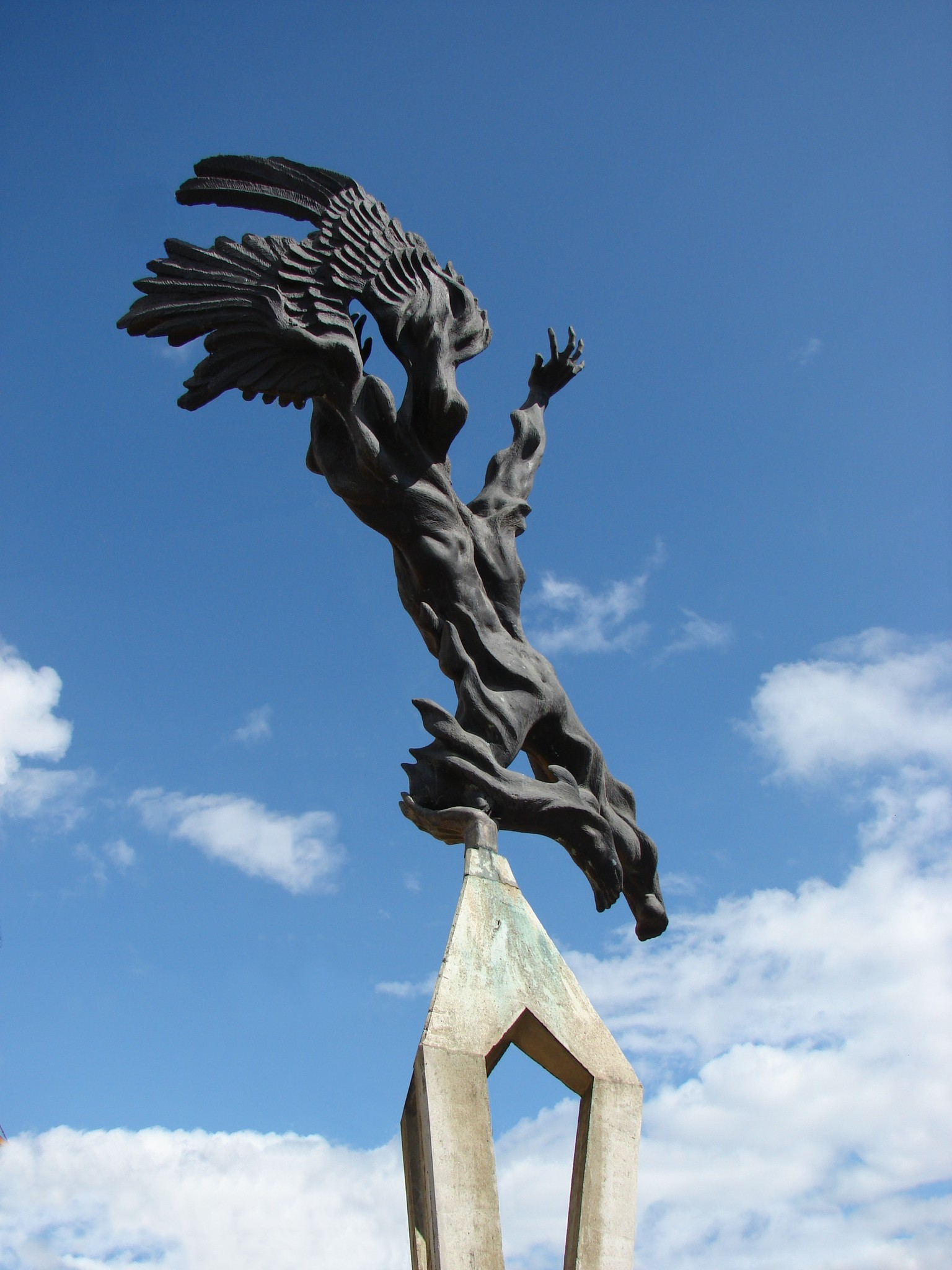
نصب تذكاري من البرونز والخرسانة لبورفيريو باربا جاكوب في الحديقة البلدية المركزية في سانتا روزا دي أوسوس في أنتوكيا,كولومبيا.والنحت بواسطة رودريغو أريناس بيتانك

ميقيل أنهيل أزوريو بينيتيز (بالإسبانية: Porfirio Barba Jacob Benitez)‏ (29تموز،1883- 14كانون الثاني،1942)، المعروف باسمه المستعار بورفيريو باربا-جاكوب، كان شاعرًا¬ وكاتبًا كولومبيًا .
ولد في سانتا روزا دي اوسوس, أنتيكياو، لأبوين يدعيان أنطونيا ماريا اوسوريو وباستورا بينيتيز، وترعرع على يد جديه في انجستورا. وعام 1895 بدأ رحلاته اولًا عبر كولومبيا ومن 1907 إلى أمريكا الوسطى والولايات المتحدة قبل ان يستقل نهائيًا عام 1930 في مدينة مكسيكو سيتي.
حوالي عام 1902في بوغوتا، أسس المجلة الادبية «إلاكانسينيورا أنتيكيونيو» (كتاب الأغاني القديمة), الَذي أنجزه تحت الاسم المستعار مارين جيمينيز. بعد فترة وجيزة كتب رواية «فرجينيا» التي لم تنشر أبدًا بسبب مصادرة المخطوطه الأصلية من قبل عمدة سانتا روزا بعد مزاعم بأنها لاأخلاقية.
في عام 1906 انتقل إلى بارانكييا التي تبنى فيها الاسم المستعار ريكاردو أرينيلس.
واستمر في استخدام هذا الاسم المستعار حتى عام 1922 عندما تبنى في غواتيمالا اسمًا مستعارًا جديدًا لبقية حياته: بورفيريو باربا-جاكوب.
وحوالي عام 1907 حينما كان لا يزال في بارانكييا كتب أولى قصائده، مثل «الشجرة القديمة», «الريف المزهر», وأشهر أعماله «أغنية الحياة العميقة».
و أثناء رحلته عبر أمريكا الوسطى، والمكسيك والولايات المتحدة، ساهم في العديد من المجلات والدوريات. وصادق بورفيريو دياث، مما أدى إلى فراره إلى غواتيمالا ومن ثم إلى كوبا لمعارضته مانويل استرادا.
في عام 1918 عاد إلى المكسيك، حيث قيل أنه كتب سيرة ذاتية لبانشو فيا القائد الثوري المكسيكي. وطرد عام 1922 من قبل ألفارو أوبريغون وهرب مرة أخرى إلى غواتيمالا، حيث طرد مرة أخرى عام 1924 من قبل خورخي اوبيكوالزعيم الغواتيمالي آنذاك. ثم ذهب باربا-جاكوب إلى السلفادور، وبعد ترحيله على يد الفونسو كينيونس سافر إلى الهندوراس أو أورليانز الجديدة وكوبا. في عام 1927, عاد إلى كولومبيا وبعد بعض العديد من فعاليات القراءات الشعرية والمساهمات في المجلة الكولومبية إلسبكتادور، غادر كولومبيا وكانت رحلته الأخيرة. توفي عام 1942 بسبب مرض السل في مدينة مكسيكو سيتي. وبعد أربع سنوات من وفاته في 11 كانون الثاني 1946 , طالبت الحكومة الكولمبية ببقايا جثته وأعيدت إلى المقبرة المكسيكية الكبرى المسماة روتوندا دي لوس همبريس إيلوستيس.
أعماله الأساسية
```
القصائد الخالدة.
```